# Ізубрівка Перша
Ізубрівка Перша (рос. Изубриевка 1-я) — присілок у Долгоруковському районі Липецької області Російської Федерації.
Населення становить 17 осіб. Належить до муніципального утворення Меньшеколодезька сільрада.

## Історія
З 13 червня 1934 до 6 січня 1954 року у складі Воронезької області. Відтак входить до складу Липецької області.
Згідно із законом від 2 липня 2004 року №114-оз органом місцевого самоврядування є Меньшеколодезька сільрада.

## Населення
| 2010 |
| ---- |
| 17   |